# Nachtvorstellung für Tom
Nachtvorstellung für Tom ist ein US-amerikanischer Zeichentrick-Kurzfilm von William Hanna und Joseph Barbera aus dem Jahr 1953.

## Handlung
In der Nacht fährt ein Zug am Haus von Tom und Jerry vorbei. Der Zug soll Elefanten für einen Zirkus transportieren. Ein Elefantenjunges, Jumbo und seine Mutter fallen aus dem unverschlossenen Zugteil heraus. Jumbo rollt in das Haus von Tom und Jerry und landet genau im Schlafkorb von Tom. Dort versteckt er sich unter der Decke. Tom legt sich über der Decke, ohne Jumbo zu bemerken. Jumbo läuft mit dem schlafenden Tom auf seinem Rücken weg. Als er unter einem Tisch hindurchläuft, wird Tom schmerzhaft abgestriffen. Tom erkennt nicht die Ursache und geht an sich selbst zweifelnd wieder schlafen. Jumbo saugt nun mit dem Rüssel aus großer Entfernung die Milch aus Toms Schüssel, was Tom langsam erwachen lässt. Jerry stiehlt inzwischen aus dem Kühlschrank Milch. Der über den Milchdiebstahl wütende Tom ertappt ihn dabei und verdächtigt Jerry des Diebstahls seiner Milch, als er die Milch an Jerrys Barthaaren sieht. Tom schlägt Jerry mit seiner Schüssel, dieser entkommt aber.
Jerry findet Jumbo. Gemeinsam wollen sie die Küche ausrauben, aber dabei zerreißt ein Sack mit Erdnüssen. Beide flüchten, von Tom verfolgt, in eine Abstellkammer. Von der aus saugt Jumbo diese Erdnüsse mit dem Rüssel an. Das macht Tom ängstlich, weil er denkt, dass die Erdnüsse von alleine verschwinden. In der Abstellkammer treffen sich Jerry und Jumbo wieder und Jerry hat eine Idee. Er malt Jumbo an wie ein Maus, indem er ihn braun färbt und den Rüssel zu einer Kugel zusammendreht (was wie eine Mausnase aussieht). Die Tür geht auf. Tom sieht den kleinen Jerry und der haut ihm einen Hammer auf den Fuß und schließt die Tür. Als Tom die Tür wieder öffnet sieht er Jumbo als Riesenmaus, der ihm gleichfalls mit dem Hammer malträtiert. Dies wiederholt sich mehrfach bis Jumbo und Jerry entkommen.
Tom versucht, für Jumbo eine Mausefalle aufzustellen, gerät aber selbst hinein. Auch der Versuch, Jerry aus dem Mausloch herauszuziehen scheitert, da Tom stattdessen Jumbo herauszieht und der ihn zerquetscht. Als letztes Mittel versucht Tom, Jerry mit einem Gewehr zu erschießen. Hier kommt die Elefantenmutter hinzu, die sich ebenfalls wie Jerry färben lässt. Als Tom sich draußen befindet, erscheint zuerst Jerry, danach Jumbo und schließlich Jumbos Mutter. Tom erschreckt gewaltig, sein Gewehr verweicht, er verliert seinen Verstand und rennt verrückt lachend davon, dabei durchbricht er Zäune und Mauern.

## Produktion
Nachtvorstellung für Tom war der 74. Tom-und-Jerry-Trickfilm von Hanna und Barbera. Er kam am 21. Februar 1953 in Technicolor als Teil der MGM-Trickfilmserie Tom und Jerry in die Kinos.